# Мидят
Мидят (на кюрдски: Midyad; на сирийски: ܡܕܝܕ Mëḏyaḏ; на арабски: مديات; на туройо: Miḏyoyo) е град, център на община и административен център на околия Мидят, във вилает Мардин, разположен в историко–географската област Тур Абдин в Турски Кюрдистан, югоизточна Турция. Според оценки на Статистическия институт на Турция към 31 декември 2018 г. населението на града е 74 589 души.

## Население
Численост на населението според оценки на Статистическия институт на Турция през годините, към 31 декември:
- 53 906 души (2009)
- 62 872 души (2013)
- 74 589 души (2018)

## Личности
Родени в Мидят
- Габриел Асад (1907 – 1997), композитор и музикант от асирийски произход
- Юсуф Четин (р. 1954), митрополит и патриаршески викарий на Сирийската православна църква в Истанбул и Анкара
- Али Аталан (р. 1968), германски и турски политик от кюрдски произход
- Йозджан Мелкемичел (р. 1968), шведски футболен мениджър и бивш футболист от асирийски произход
- Хатуне Доган (р. 1970), монахиня – благотворител